# Ulan-Majorat (gromada)
Ulan-Majorat (alt. Ulan) – dawna gromada, czyli najmniejsza jednostka podziału terytorialnego Polskiej Rzeczypospolitej Ludowej w latach 1954–1972.
Gromady, z gromadzkimi radami narodowymi (GRN) jako organami władzy najniższego stopnia na wsi, funkcjonowały od reformy reorganizującej administrację wiejską przeprowadzonej jesienią 1954 do momentu ich zniesienia z dniem 1 stycznia 1973, tym samym wypierając organizację gminną w latach 1954–1972.
Gromadę Ulan-Majorat z siedzibą GRN w Ulanie-Majoracie utworzono – jako jedną z 8759 gromad na obszarze Polski – w powiecie łukowskim w woj. lubelskim na mocy uchwały nr 13 WRN w Lublinie z dnia 5 października 1954. W skład jednostki weszły obszary dotychczasowych gromad Ulan-Majorat, Stok, Kłębów, Rozwadów, Zarzecz, Wierzchowiny i Skrzyszew ze zniesionej gminy Ulan w tymże powiecie. Dla gromady ustalono 26 członków gromadzkiej rady narodowej.
1 stycznia 1960 do gromady Ulan włączono obszar zniesionej gromady Sobole oraz wieś Dminin ze zniesionej gromady Gołąbki w tymże powiecie.
1 kwietnia 1960 z gromady Ulan wyłączono wieś Dminin, włączając ją do gromady Aleksandrów w tymże powiecie.
1 stycznia 1969 do gromady Ulan włączono wsie Kępki, Paskudy i Żyłki-Kozy ze zniesionej gromady Gąsiory w tymże powiecie.
Gromada przetrwała do końca 1972 roku, czyli do kolejnej reformy gminnej. 1 stycznia 1973 w powiecie łukowskim reaktywowano gminę Ulan-Majorat (od 1999 gmina Ulan-Majorat znajduje się w powiecie radzyńskim w woj. lubelskim).